# Un beau dimanche
Un beau dimanche is een Franse film uit 2013 geregisseerd door Nicole Garcia.

## Verhaal
Baptiste Cambière (Pierre Rochefort) is een interim-leraar in het zuiden van Frankrijk. Hij blijft nooit langer dan een paar maanden in één school en vermijdt om echte relaties aan te gaan voor hij doorgaat naar de volgende school. Op een dag daagt de vader van zijn leerling Mathias niet op na school, en biedt Baptiste aan om de jongen een lift naar huis te geven. Daar aangekomen ontdekt Baptiste dat Mathias zijn vader – en diens stiefmoeder – weinig aandacht voor de jongen hebben. Baptiste biedt aan om tijdens het weekend op Mathias te passen, zodat Mathias zijn vader en diens vriendin hun gepland weekendje uit naar Monaco niet moeten laten vallen. 
De zaterdagmorgen vraagt Mathias om naar het strand te gaan. Daar aangekomen ontmoeten ze Sandra (Louise Bourgoin): Mathias' moeder en een serveerster in een restaurant op het strand. Sandra blijkt geen tijd te hebben om voor Mathias te zorgen, dus biedt Baptiste aan om te blijven en ook daar op de jongen te passen. Na haar shift in het restaurant gaat Sandra iets drinken met Baptiste. Tijdens een bezoek aan het toilet wordt Sandra benaderd door twee mannen die haar bedreigen. Ze is hen 50.000 euro verschuldigd voor een gefaald horeca-project waarvoor zij een deel van het kapitaal bezorgden. Ze krijgt van hen een paar dagen tijd om het geld bij elkaar te krijgen.
Baptiste blijkt niet goed tegen alcohol te kunnen en nadat hij een paar glazen te veel op heeft, slaat hij een andere man neer die Sandra lastigvalt. Terug in Sandra's bungalow ontdekt ze in zijn rugzak verschillende zware antipsychotische middelen. 
De volgende dag maakt Sandra plannen om te vluchten naar Barcelona en haar zoon opnieuw te dumpen bij zijn vader. Baptiste houdt haar vertrek tegen en biedt aan om haar te helpen. Hiervoor moet hij opnieuw contact opnemen met de familie die hij al jaren mijdt. Hiervoor reizen Baptiste, Sandra en Mathias naar het Cambière familiedomein. De avond voor het bezoek aan Baptistes familie brengen Sandra en hem de nacht samen door. Baptistes familie blijkt erg rijk, en zijn oudere broers en zijn zus zijn allen actief in het familiebedrijf. 
Baptistes bezoek lijkt elk familielid diep te raken. Tijdens een brunch in de prachtige tuin komt de ware toedracht van de familievete boven: nadat Baptiste tijdens zijn ingenieursstudies een mentale inzinking had werd hij tegen zijn wil meer dan zeven maanden geïnterneerd, voornamelijk om de goede familienaam te beschermen. Baptiste vergaf dit zijn familie nooit, en weigerde alle contact, vooral met zijn ondertussen overleden vader. Baptistes oudste broer biedt hem zijn erfenis aan: 15% van al zijn vader zaligers eigendommen. 
Baptiste overweegt het aanbod, maar weigert het uiteindelijk. Hij aanvaardt enkel de 50.000 euro die Sandra nodig heeft om haar schuldeisers te betalen. Baptiste, Sandra en Mathias verlaten opnieuw het ouderlijk domein van Baptiste zijn ouders, en Baptiste heeft de intentie om nooit nog terug te komen. Sandra gaat terug naar haar baantje op het strand, en wanneer een collega vraagt waarom ze een paar dagen afwezig was, antwoordt ze dat ze een man heeft ontmoet (Baptiste). 